# Confédération ouvrière brésilienne
La Confédération ouvrière brésilienne (pt: Confederação Operária Brasileira, COB) est la première centrale syndicale de l'histoire du Brésil. Elle a été fondée en 1908, après la tenue du 1er Congrès ouvrier brésilien de 1906. Par le biais de son journal A Voz do Trabalhador ("La Voix du travailleur"), elle a permis d'établir une coordination et un échange d'informations au niveau national du mouvement ouvrier brésilien. La COB était composée de fédérations nationales d'industrie ou d'artisanat, d'unions locales ou étatiques de syndicats, de syndicats isolés dans des endroits où il n'y avait pas de fédérations ou d'industries et d'artisanat non fédérés.
La Confédération ouvrière brésilienne (COB) initie ses activités à Rio de Janeiro en mars 1908, deux ans après la tenue du Premier Congrès ouvrier brésilien. Conformément à sa constitution, la COB commence la publication à Rio d'un journal, A Voz do Trabalhador, dont le premier numéro paraît au début de l'année. Durant ses premières années d'existence, la COB réuni une cinquantaine de syndicats, principalement organisés au sein des Fédérations ouvrières de Rio de Janeiro (Federação Operária do Rio de Janeiro, FORJ), de São Paulo (FOSP), de Rio Grande do Sul (FORGS) et de la Fédération socialiste bahianaise (Federação Socialista Baiana, FSB), principales bases de soutien de la Confédération.
L'influence des conceptions syndicalistes-révolutionnaires est particulièrement forte sur les membres de la COB, ils considèrent ainsi que l'organisation syndicale devait défendre les aspirations fondamentales de la classe ouvrière sans distinction d'école et de parti, afin que tout membre d'une organisation, qu'elle soit social-démocrate, socialiste, anarchiste ou autre, puisse l'accepter entièrement. La condition au succès du syndicat devait aussi résider dans son autonomie, qui garantirait la suppression des conflits entre les différentes tendances politiques présentes parmi les travailleurs.

## Histoire

### Antécédents
Au Brésil, les premières années du XXe siècle réunissent des conditions favorables à l'émergence de mouvements défendant les revendications ouvrières, la situation économique connait en effet une croissance qui a débuté en 1903, et les organisations ouvrières destinées à la lutte syndicale se multiplient et se renforcent. Cependant, la plupart des grèves du début des années 1900 avaient encore un caractère assez circonscrit, souvent limité à une seule entreprise. Néanmoins, à partir de 1903, ces mouvements commencent à impliquer des professions entières et parfois plusieurs catégories professionnelles conjointes. La grève de l'industrie textile dans la capitale fédérale, alors Rio de Janeiro, en août-septembre de cette année-là constitue à cet égard un jalon, notamment parce qu'elle concernait une catégorie soumise au travail mécanique, avec une présence considérable de femmes et de mineurs, et qui n'avait pas les expériences organisationnelles de catégories artisanales qualifiées, déjà organisées en associations mutualistes. Un autre aspect marquant de la grève était qu'elle était rejointe par d'autres catégories professionnelles, ce qui lui donnait des airs de grève générale, rassemblant des milliers de travailleurs. La grève a été précédée d'une série de mobilisations localisées qui ont donné naissance au premier syndicat industriel du District fédéral (alors formé de la municipalité de Rio de Janeiro), la Fédération des ouvriers des usines de textile (Federação dos Operários em Fábricas de Tecidos). La grève a été sévèrement réprimée et aucune de ses revendications n'a été satisfaite. Malgré la défaite, ce mouvement pose les bases d'un syndicalisme davantage basé sur l'action directe à Rio de Janeiro. À l'époque, l'arrêt a été décrit comme "le mouvement de grève le plus important jamais réalisé au Brésil". Un mois après la grève, la Fédération des associations de classe du District fédéral (Federação das Associações de Classe no Distrito Federal) est fondée. Toujours en 1905, la Fédération ouvrière de São Paulo (Federação Operária de São Paulo, FOSP) est fondée dans la ville de São Paulo. Les deux institutions illustrent l'augmentation du nombre d'associations et de fédérations de travailleurs dans la période qui a précédé la tenue du premier Congrès ouvrier brésilien.

### Premier Congrès ouvrier brésilien (1906)
En décembre 1905, avec la croissance des organisations ouvrières, un appel de la Fédération des associations de classe pour le premier Congrès ouvrier brésilien est publié dans la presse brésilienne, il devait se tenir dans le district fédéral, alors situé à Rio de Janeiro, en 1906. L'appel indiquait que "seuls les socialistes pouvaient participer au Congrès, les éléments révolutionnaires étant interdits", car à côté de la création prévue de l'« Union générale des travailleurs du Brésil », devait être discuté "si l'ouvrier doit ou non être politique". Le rejet explicite envers les éléments révolutionnaires démontrait l'existence de tensions entre les courants anarchiste et socialiste, qui traversaient le mouvement ouvrier brésilien à cette époque. Malgré tout, des anarchistes seront bien présents au Congrès.

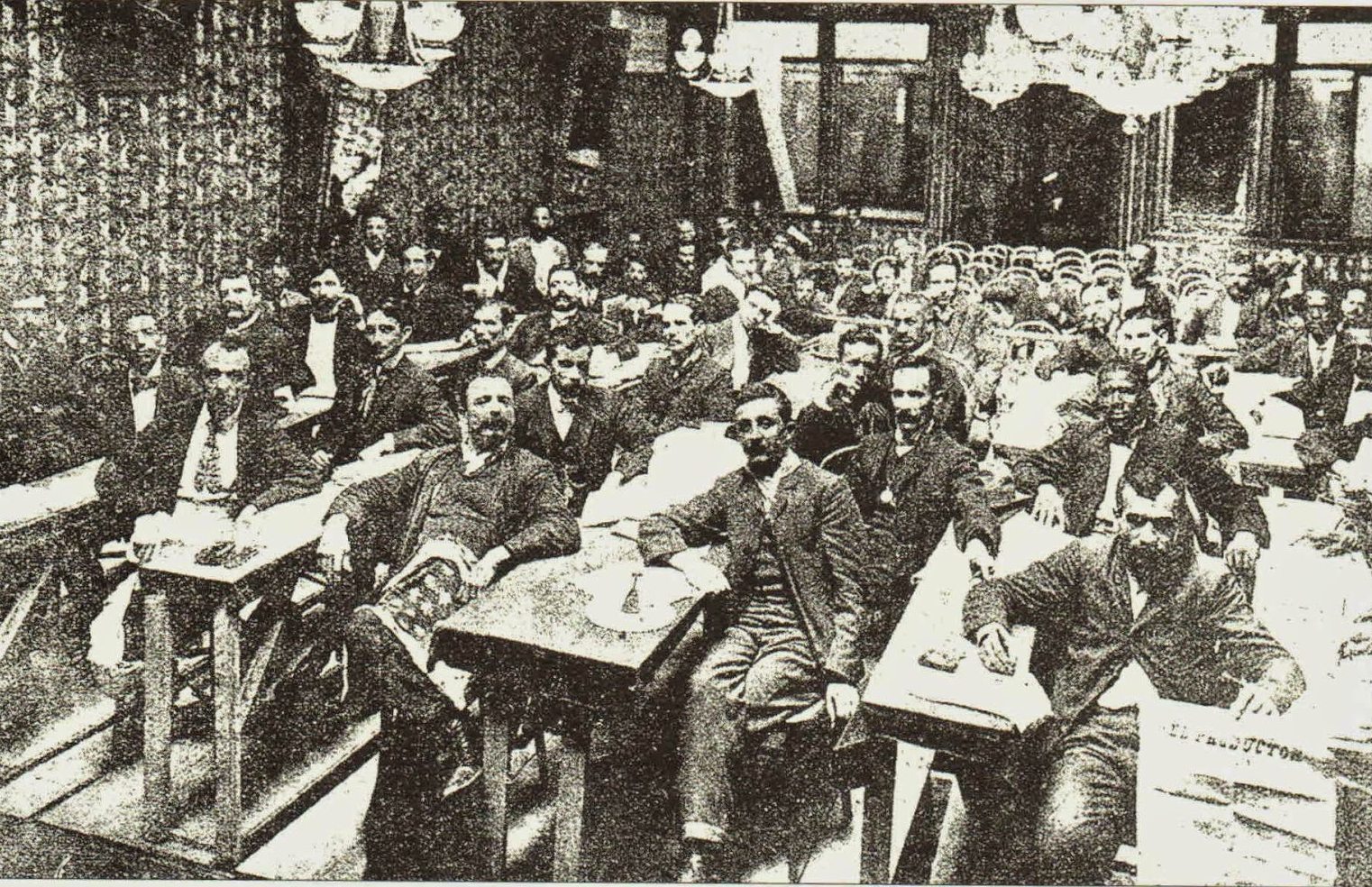
Les délégués du 1er Congrès ouvrier brésilien, avril 1906, au Centro Galego, à Rio de Janeiro.

Le Congrès se tient du 15 au 22 avril 1906, au Centro Galego, à Rio de Janeiro. Y assistent 43 délégués qui représentent 28 associations liées à des branches et catégories industrielles telles que les débardeurs, les cheminots, les travailleurs des entrepôts et du café et les membres du secteur des services. Même s'ils ne sont pas majoritaires, les anarchistes, dont Edgard Leuenroth, Mota Assunção, Luiz Magrassi et Alfredo Vasques, réussissent à faire valoir leurs thèses et influencent le Congrès de manière significative. Ainsi, les résolutions adoptées reflètent l'influence du syndicalisme révolutionnaire, une conception du syndicalisme défendue à cette époque au Brésil par les anarchistes. Ainsi, la neutralité syndicale vis-à-vis des partis politiques, le fédéralisme, la décentralisation, l'action directe et la grève générale, soulevés par les militants anarchistes, sont devenus une partie des principes des syndicats signataires des propositions du Congrès. L'option syndicaliste révolutionnaire a été adopté pour sa capacité de rassemblement et l'exhaustivité de ce programme, qui prévoyait la possibilité de coexistence de différentes opinions politiques et religieuses, donnant la priorité au champ de la lutte économique, car plus universel et de compréhension claire comme l'intérêt commun de tous les travailleurs. Cette orientation était considérée comme une victoire pour les anarchistes, dans la mesure où elle s'attaquait aux prétentions réformistes d'influents militants socialistes du mouvement ouvrier brésilien, comme Pinto Machado, chef de l'União Operária do Engenho de Dentro, de Rio de Janeiro. Le Congrès a également décidé de créer une confédération et un journal syndical pour assister les fédérations et donner une voix au collectif des associations. Parmi ses objectifs, cette confédération devait promouvoir l'union des travailleurs pour défendre leurs intérêts moraux, matériels, économiques et professionnels; renforcer les liens de solidarité entre le prolétariat organisé, donner plus de force et de cohésion à leurs efforts; étudier et propager les moyens d'émancipation du prolétariat et défendre publiquement les revendications économiques des ouvriers.

### Première phase (1908-1909)
La Confédération ouvrière brésilienne (COB) initie ses activités à Rio de Janeiro en mars 1908, deux ans après la tenue du Premier Congrès ouvrier brésilien. Conformément à sa constitution, la COB commence la publication à Rio d'un journal, A Voz do Trabalhador, dont le premier numéro paraît au début de l'année. Durant ses premières années d'existence, la COB réuni une cinquantaine de syndicats, principalement organisés au sein des fédérations ouvrières de Rio de Janeiro (Federação Operária do Rio de Janeiro, FORJ), de São Paulo (FOSP), de Rio Grande do Sul (FORGS) et de la Fédération socialiste bahianaise (Federação Socialista Baiana, FSB), principales bases de soutien de la Confédération.
La première phase du COB dure jusqu'en décembre 1909, date à laquelle sortit le vingt et unième numéro de A Voz do trabalhador, qui ferma ensuite ses portes. Pendant cette période, il présente des nouvelles de la Confédération et des fédérations qui lui sont fédérées, de ses réunions, assemblées et grèves; dénoncé l'exploitation et les conditions de travail dans les usines et autres lieux de travail; il a encouragé la lutte pour la journée de huit heures, organisant également des rassemblements de propagande à cet effet. Des rassemblements ont également été organisé contre la loi Adolfo Gordo et l'expulsion d'immigrants et contre une guerre généralisée entre le Brésil et l'Argentine. La COB a également organisé des rassemblements de protestation contre l'exécution par le gouvernement espagnol du pédagogue anarchiste Francisco Ferrer y Guardia. Cependant, malgré cet activisme initial, la COB connaît une période moins actives dans les années suivantes, de 1910 jusqu'en 1912, la COB et les fédérations ouvrières n'ont pas joué un rôle majeur.

### Réorganisation et Second Congrès ouvrier (1913)
En août 1912, une nouvelle vague de grèves est déclenchée par des syndicats, elle durera jusqu'à la récession économique de 1914. Dans les premiers mois du mouvement, les ouvriers remportent une série de victoires, comme avec l'augmentation des salaires accordée aux cordonniers de Rio de Janeiro. À plusieurs reprises, les grévistes ont accepté de reprendre le travail, sous la promesse des employeurs de répondre en partie à leurs revendications. La plus importante de ces grèves a lieu à Juiz de Fora, dans le Minas Gerais, où, au mois d'août, diverses catégories ont paralysé leurs activités et le mouvement a pris les dimensions d'une grève générale. En plus des grèves pour la réduction du temps de travail, plusieurs manifestations ont lieu entre 1912 et 1913 contre l'expulsion des étrangers et des campagnes sont organisées contre la cherté de la vie.
Ce nouvel essor du mouvement ouvrier a suscité des réactions de la part des autorités, qui ont intensifié la répression et cherché à élargir et durcir les termes de la loi Adolfo Gordo. D'autre part, la collaboration du président Hermes da Fonseca avec les coopérativistes a permis de tenir en novembre 1912 l'autoproclamé Quatrième Congrès ouvrier brésilien, qui a eu lieu au siège du Sénat fédéral et avec le soutien du député fédéral Mário Hermes. Ce congrès, qui excluait les tendances révolutionnaires du mouvement ouvrier brésilien, avait pour objectif la création d'un Parti ouvrier et d'une nouvelle centrale syndicale, la Confédération brésilienne du travail (Confederação Brasileira do Trabalho, CBT). Lors de ce congrès, un groupe de militants du Rio Grande do Sul s'est retiré après avoir présenté une motion de protestation dans laquelle les objectifs de l'événement étaient dénoncés et la légitimité exclusive de la COB était réaffirmée. Les résolutions de ce congrès n'allèrent guère au-delà de la publication d'un pamphlet, ayant peu ou pas de résultat pratique en termes d'articulation nationale pour la construction d'une nouvelle centrale syndicale ou d'un parti politique. En revanche, la révélation de leurs préparatifs a motivé les anarchistes et les syndicalistes révolutionnaires à entreprendre une réarticulation avec le mouvement ouvrier. Ainsi, en 1912 également, une discussion a commencé à émerger parmi les anarchistes sur l'urgence d'un nouveau Congrès ouvrier brésilien pour faire le point sur les effets des délibérations de 1906 et pour définir de nouvelles orientations pour lutter contre l'avancée réformiste. La FORJ, pratiquement inactive depuis 1910, a été revigorée par une réunion de plusieurs dirigeants syndicalistes en mai 1912 et, début octobre, a eu lieu une réunion des dirigeants ouvriers de Rio de Janeiro en vue de réactiver la COB qui a établi une Commission de réorganisation. À la fin de 1912, la Commission de réorganisation de la COB envoie des circulaires aux associations ouvrières leur demandant de nommer des délégués pour le deuxième Congrès ouvrier brésilien, qui devait avoir lieu à Rio de Janeiro. En janvier 1913, la Commission a annoncé la reconstitution de la COB, dont la direction comprenait Rosendo dos Santos comme secrétaire général, et João Leuenroth, frère d'Edgard, comme trésorier. Le journal A Voz do Trabalhador a également été réactivé comme organe d'expression de la COB.

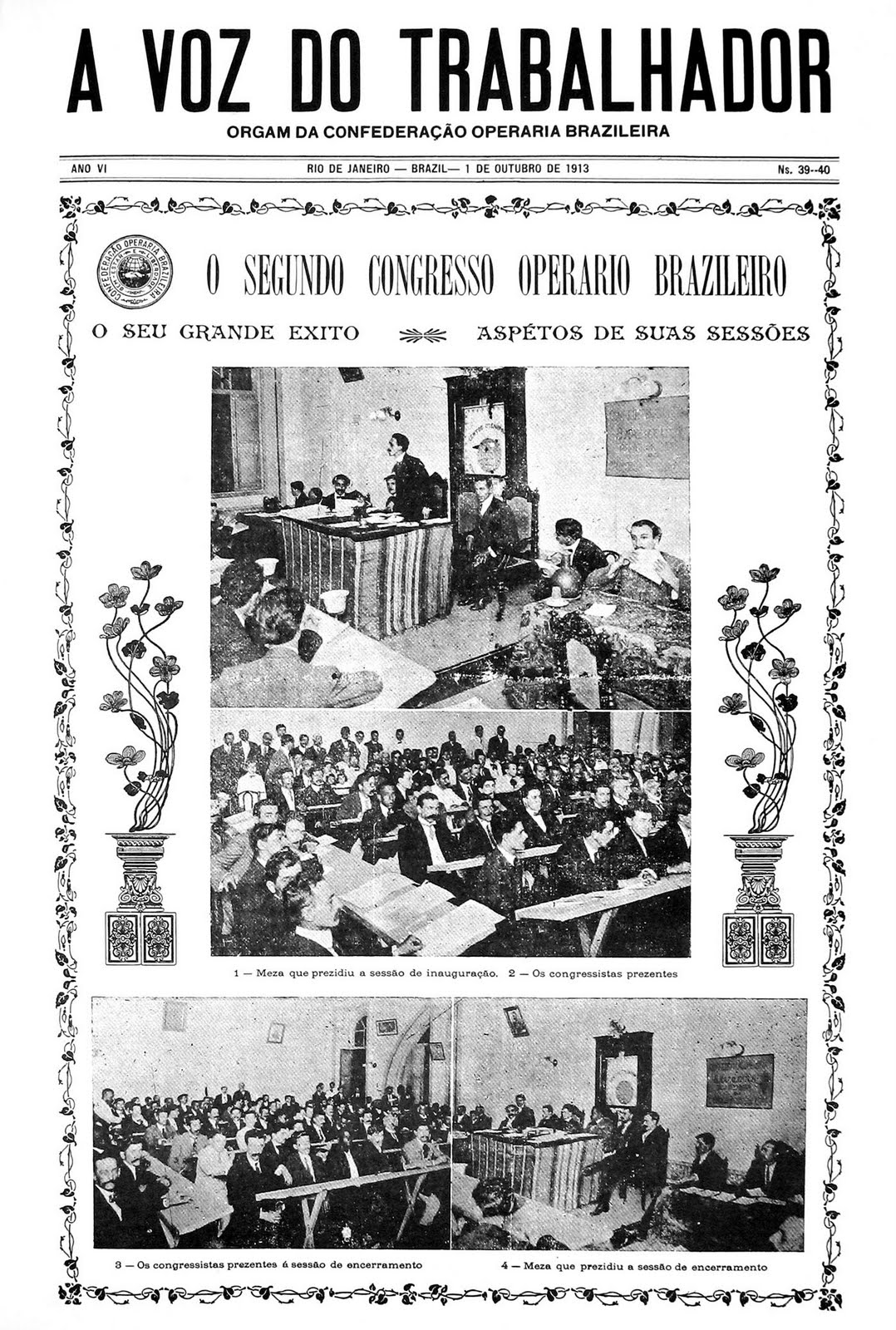
A Voz do Trabalhador, 1er octobre 1913. "Le second Congrès ouvrier brésilien".

Le deuxième Congrès ouvrier brésilien a lieu du 8 au 13 septembre 1913 au siège de la COB, situé au 87 rua dos Andradas, à Rio de Janeiro. Seules les associations exclusivement ouvrières et composées d'au moins 25 membres étaient autorisées à y participer. Des délégués représentant 59 associations ouvrières participent, ainsi que des représentants des journaux considérés comme défenseurs de la cause des travailleurs : A Voz do Trabalho, de Rio de Janeiro, A Lanterna et Germinal, de São Paulo, et O Trabalho, de Bagé, représentés, respectivement, par Myer Feldman, Edgard Leuenroth, Astrojildo Pereira et Antonio Esperidião.

### Tentatives de réorganisation postérieures
En mai 1934, sous le gouvernement de Getúlio Vargas, des militants anarchistes de São Paulo tentent de réorganiser la COB. La Confédération avait le soutien de syndicats indépendants dans la capitale et l'intérieur de l'État de São Paulo, l'Union des ouvriers de la construction (União dos Operários em Construção Civil) à Recife, la Fédération des noyaux prolétariens anti-politiques (Federação dos Núcleos Proletários Antipolíticos) à Porto Alegre et le Syndicat unique des tailleurs (Sindicato Único dos Alfaiates) à Uruguaiana. Le comité pro-COB a tenu des réunions approuvant ses statuts, cependant, il n'y avait plus de nouvelles à ce sujet après août 1934.

À partir de 1985, avec la fin de la dictature militaire brésilienne, des tentatives pour refonder la COB apparaissent, cette fois avec une proposition anarcho-syndicaliste affirmée. L'initiative a été notamment promue par le journal anarchiste de Bahia O Inimigo do Rei ainsi que par des militants comme Jaime Cubero. Dans le contexte des grèves de 1978-1980 à l'ABC Paulista et de l'émergence du « nouveau syndicalisme », les anarchistes articulés autour du périodique O Inimigo do Rei déclarent :
L'ouvrier vérifie la nécessité d'agir directement, en cherchant des solutions, comme l'ont fait les travailleurs brésiliens des deux premières décennies du siècle, à travers des fédérations qui agissaient sans pacte avec les partis ou le gouvernement, dans une lutte qui a convergé au niveau national avec la Confédération ouvrière.
Le mouvement de réorganisation de la COB a également impliqué l'engagement de nombreux jeunes venus du mouvement punk et anarchopunk. Ils ont joué un rôle actif dans l'organisation des noyaux pro-COB (núcleos pró-COB) qui se multiplient à travers le Brésil à partir du milieu des années 1980. L'initiative a perdu de son élan au milieu des années 1990. Au moins jusqu'en 2005, certains centres pro-COB ont continué à être actifs à São Paulo et Rio Grande do Sul.

## Structure organisationnelle
Suivant les principes du syndicalisme révolutionnaire, la COB a adopté une structure organisationnelle fédérative. Ce système garantissait une large autonomie aux individus dans les syndicats, aux syndicats dans leurs fédérations respectives et, à leur tour, aux fédérations appartenant à la COB. Ainsi, la Confédération était constituée de fédérations nationales d'industrie ou de métier, d'unions locales ou de étatiques de syndicats, de syndicats isolés là où il n'y avait pas de fédérations d'industrie ou de métier. Seuls les syndicats formés exclusivement de travailleurs salariés et dont l'objectif principal était la résistance sur le terrain économique pouvaient faire partie de la Confédération.
La COB a adopté une structure avec une direction collégiale et des structures non hiérarchiques, sans qu'il y ait de poste de président ou de permanents rémunérés dans les syndicats. Chaque syndicat adhèrent disposait d'un délégué dans la Confédération et devait contribuer aux cotisations avec un quota mensuel de 20 reais pour chaque membre. La commission responsable de la Confédération était élue pour deux ans et répartissait les responsabilités entre ses membres. Conformément à la décision du premier Congrès ouvrier brésilien, et suivant les principes du syndicalisme révolutionnaire, la Confédération n'était affiliée à aucune école politique ou doctrine religieuse, et ne pouvait participer collectivement aux élections, aux manifestations de parti ou religieuses, ni aucun membre ne devait pouvoir se servir du nom de la Confédération ou d'une fonction au sein de la Confédération dans un acte électoral ou religieux.
Le premier siège de la COB est initialement installé dans une maison de ville au 114 Rua do Hospício (actuellement Rua Buenos Aires), au centre de Rio de Janeiro. Puis, en septembre 1913, le siège de la COB déménage au 87 Rua dos Andradas, au même endroit que le siège de la FORJ.